# Ferruccio Manza
Ferruccio Manza (n. 26 aprilie 1943, Nave, Lombardia, Regatul Italiei) este un sportiv ce a reprezentat Italia, medaliat olimpic. A participat la o ediție a Jocurilor Olimpice (1964) în care a câștigat o medalie de argint.

## Participări
Lista de mai jos prezintă principalele competiții la care a participat Ferruccio Manza de-a lungul carierei.
- cycling at the 1964 Summer Olympics – men's team time trial[*]